# Ernesto España
Ernesto España (* 7. November 1954 in Flor de, Venezuela) ist ein ehemaliger venezolanischer Boxer im Leichtgewicht. Am 16. Juni 1979 boxte er gegen Claude Noel um den vakanten WBA-Weltmeistertitel und siegte in einem auf 15 Runden angesetzten Kampf in der 13. Runden durch klassischen K. o. Er konnte diesen Gürtel im August desselben Jahres gegen Johnny Lira nur ein Mal verteidigen.